# 小董乡
小董乡，是中华人民共和国河南省焦作市武陟县下辖的一个乡镇级行政单位。

## 行政区划
小董乡下辖以下地区：
北王村、高村、大陶村、南官庄村、南归善村、北归善村、小董村、卧牛村、贾村、南耿村、北耿村、磨庄村、岗头村、新李庄村、乔庄村、楼下村、朱村、沁阳村、渠下村和南王村。